# Poppeltandvinge
Poppeltandvinge (Notodonta tritophus) är en fjärilsart som först beskrevs av Denis och Ignaz Schiffermüller 1775.  Poppeltandvinge ingår i släktet Notodonta, och familjen tandspinnare. Arten är reproducerande i Sverige.

## Bildgalleri

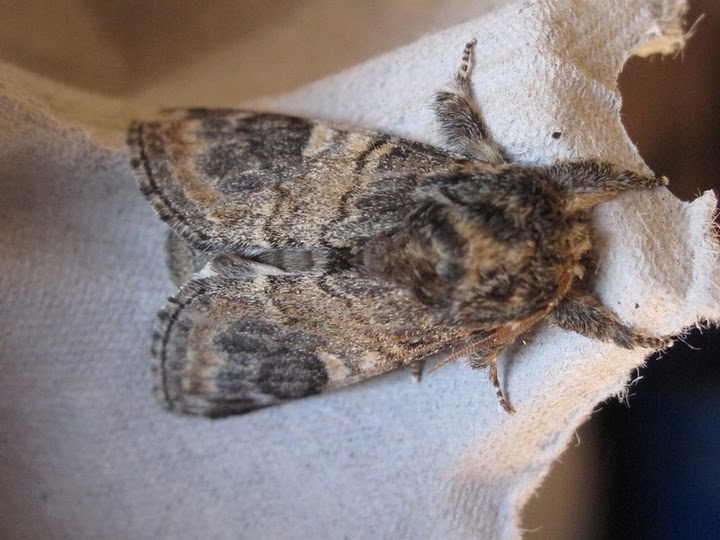